# 朝野旧聞裒藁
『朝野旧聞裒藁』（朝野舊聞裒藁、ちょうやきゅうぶんほうこう）は、徳川氏創業の事蹟を後世に伝えるため、江戸幕府によって編纂された史料の集大成。全1,093巻。

## 概要
幕臣の戸田氏栄以下21名が編纂にあたり、大学頭林述斎が監修を担当。文政2年（1819年）に起稿され、天保12年（1841年）に完成した。徳川氏の遠祖とされる新田義重から、元和2年（1616年）の徳川家康の死去に至るまでの事蹟が編年体で記されている。なお、遠祖貞純親王以降24代の経歴を42巻で記すのに対し、家康一代を1,051巻（別録含む）で記している。
完成後は紅葉山文庫に収蔵されていたが、明治維新後に内閣文庫に移管され、現在は内閣府所管の独立行政法人国立公文書館に収蔵されており、写本のデジタルアーカイブが公開されている。
大正12年（1923年）に御遠祖所出から広忠君御事蹟までの42巻が『朝野舊聞裒藁』第一輯として東洋書籍出版協会から刊行されたほか、昭和38年（1963年）に雄松堂フィルム出版から浄書献上本をすべて収録したマイクロフィルム50巻、昭和57年（1982年）から昭和59年（1984年）にかけて汲古書院から影印本全26巻が刊行されている。

## 構成
- 御遠祖所出 - 1巻。清和源氏の祖である貞純親王から源義国までの8世について血統の要領のみ記す
- 義重君御事蹟 - 2巻。義国の子で新田氏の祖・新田義重の事蹟を記す
- 義季君御事蹟 - 1巻。義重の子で世良田氏の祖・世良田義季の事蹟を記す
- 頼氏君御事蹟 - 1巻。義季の子・世良田頼氏の事蹟を記す
- 教氏君御事蹟 - 1巻。頼氏の子・教氏（世良田次郎）の事蹟を記す
- 家時君御事蹟 - 1巻。教氏の子・家時（世良田又次郎）の事蹟を記す[注釈 1]
- 満義君御事蹟 - 1巻。家時の子・満義（世良田彌次郎）の事蹟を記す
- 政義君御事蹟 - 1巻。満義の子・政義（世良田右京亮）の事蹟を記す
- 親季君御事蹟 - 1巻。政義の子・親季（世良田修理亮）の事蹟を記す
- 有親君御事蹟 - 1巻。親季の子・有親（世良田左京亮）の事蹟を記す
- 親氏君御事蹟 - 2巻。有親の子で松平氏の祖・松平親氏の事蹟を記す
- 泰親君御事蹟 - 1巻。有親の子[2]・泰親の事蹟を記す
- 信光君御事蹟 - 2巻。泰親の子・信光の事蹟を記す
- 親忠君御事蹟 - 2巻。信光の子・親忠の事蹟を記す
- 長親君御事蹟 - 4巻。親忠の子・長親の事蹟を記す
- 信忠君御事蹟 - 1巻。長親の子・信忠の事蹟を記す
- 清康君御事蹟 - 6巻。信忠の子・清康の事蹟を記す
- 広忠君御事蹟 - 13巻。清康の子・広忠の事蹟を記す
- 東照宮御事蹟 - 799巻。広忠の子で東照宮・徳川家康の事蹟を記す
- 東照宮御事蹟別録 - 252巻。関ヶ原の戦い、大坂の陣関係史料

## 刊行一覧
- 林述斎 等 編『朝野舊聞裒藁』 第一輯、東洋書籍出版協會、1923年2月15日。国立国会図書館書誌ID:000000554136。
- 『内閣文庫所蔵朝野旧聞裒藁 : マイクロフィルム版』雄松堂フィルム出版、1963年3月。国立国会図書館サーチ：R100000136-I1130000794748769536。（35mmマイクロフィルムリール50巻 23×12cm）
- 『内閣文庫所蔵朝野旧聞裒藁・寛永諸家系図伝 : マイクロフィルム版解説・細目・索引』雄松堂フィルム出版、1963年。国立国会図書館書誌ID:000001043612。（上記マイクロフィルムの索引）
- 史籍研究会 編『朝野舊聞裒藁』 特刊第1、汲古書院〈内閣文庫所藏史籍叢刊〉、1982年7月 - 1984年8月。
  - 第1巻 1982年07月01日、ISBN 4-7629-4101-8 国立国会図書館書誌ID:000001580265 御遠祖所出～広忠君御事蹟
  - 第2巻 1982年08月01日、ISBN 4-7629-4102-6 国立国会図書館書誌ID:000001580266 東照宮御事蹟（第1～44：天文11年12月～永禄11年10月）
  - 第3巻 1982年09月01日、ISBN 4-7629-4103-4 国立国会図書館書誌ID:000001580267 東照宮御事蹟（第45～88：永禄11年12月～天正2年6月）
  - 第4巻 1982年10月01日、ISBN 4-7629-4104-2 国立国会図書館書誌ID:000001593339 東照宮御事蹟（第89～134：天正2年6月～天正9年3月）
  - 第5巻 1982年11月01日、ISBN 4-7629-4105-0 国立国会図書館書誌ID:000001607581 東照宮御事蹟（第135～179：天正9年3月～天正12年3月）
  - 第6巻 1982年12月01日、ISBN 4-7629-4106-9 国立国会図書館書誌ID:000001607582 東照宮御事蹟（第180～225：天正12年3月～天正14年正月）
  - 第7巻 1983年01月01日、ISBN 4-7629-4107-7 国立国会図書館書誌ID:000001603975 東照宮御事蹟（第226～268：天正14年2月～天正18年8月）
  - 第8巻 1983年02月01日、ISBN 4-7629-4108-5 国立国会図書館書誌ID:000001613748 東照宮御事蹟（第269～311：天正18年8月～慶長3年8月）
  - 第9巻 1983年03月01日、ISBN 4-7629-4109-3 国立国会図書館書誌ID:000001622204 東照宮御事蹟（第312～355：慶長3年9月～慶長5年7月）
  - 第10巻 1983年04月01日、ISBN 4-7629-4110-7 国立国会図書館書誌ID:000001621200 東照宮御事蹟（第356～393：慶長5年7月～慶長5年9月）
  - 第11巻 1983年05月01日、ISBN 4-7629-4111-5 国立国会図書館書誌ID:000001630733 東照宮御事蹟（第394～434：慶長5年9月～慶長6年10月）
  - 第12巻 1983年06月01日、ISBN 4-7629-4112-3 国立国会図書館書誌ID:000001630734 東照宮御事蹟（第435～484：慶長6年11月～慶長11年6月）
  - 第13巻 1983年07月01日、ISBN 4-7629-4113-1 国立国会図書館書誌ID:000001647541 東照宮御事蹟（第485～535：慶長11年7月～慶長15年6月）
  - 第14巻 1983年08月01日、ISBN 4-7629-4114-X 国立国会図書館書誌ID:000001647542 東照宮御事蹟（第536～579：慶長15年7月～慶長17年9月）
  - 第15巻 1983年09月01日、ISBN 4-7629-4115-8 国立国会図書館書誌ID:000001647543 東照宮御事蹟（第580～625：慶長17年9月～慶長19年7月）
  - 第16巻 1983年10月01日、ISBN 4-7629-4116-6 国立国会図書館書誌ID:000001649832 東照宮御事蹟（第626～669：慶長19年8月～慶長19年10月）
  - 第17巻 1983年11月01日、ISBN 4-7629-4117-4 国立国会図書館書誌ID:000001654456 東照宮御事蹟（第670～714：慶長19年10月～慶長19年12月）
  - 第18巻 1983年12月01日、ISBN 4-7629-4118-2 国立国会図書館書誌ID:000001658907 東照宮御事蹟（第715～757：元和元年正月～元和元年5月）
  - 第19巻 1984年01月01日、ISBN 4-7629-4119-0 国立国会図書館書誌ID:000001662384 東照宮御事蹟（第758～799：元和元年5月～正保2年11月）
  - 第20巻 1984年02月01日、ISBN 4-7629-4120-4 国立国会図書館書誌ID:000001666026 東照宮御事蹟別録（1～36）
  - 第21巻 1984年03月01日、ISBN 4-7629-4121-2 国立国会図書館書誌ID:000001673264 東照宮御事蹟別録（37～73）
  - 第22巻 1984年04月01日、ISBN 4-7629-4122-0 国立国会図書館書誌ID:000001674559 東照宮御事蹟別録（74～117）
  - 第23巻 1984年05月01日、ISBN 4-7629-4123-9 国立国会図書館書誌ID:000001678338 東照宮御事蹟別録（118～152）
  - 第24巻 1984年06月01日、ISBN 4-7629-4124-7 国立国会図書館書誌ID:000001685931 東照宮御事蹟別録（153～193）
  - 第25巻 1984年07月01日、ISBN 4-7629-4125-5 国立国会図書館書誌ID:000001688169 東照宮御事蹟別録（194～223）
  - 第26巻 1984年08月01日、ISBN 4-7629-4126-3 国立国会図書館書誌ID:000001692990 東照宮御事蹟別録（224～252）

## デジタルアーカイブ
- “朝野旧聞裒藁（浄書本：内閣文庫所蔵第30791号）”.  国立公文書館. 2022年2月5日閲覧。
  - 朝野旧聞裒藁 - 国立公文書館デジタルアーカイブ
- “朝野旧聞裒藁（再稿本：内閣文庫所蔵第15297号）”.   国立公文書館. 2022年2月5日閲覧。
  - 朝野旧聞裒藁 - 国立公文書館デジタルアーカイブ
- 『朝野旧聞裒藁. 第1輯』 - 国立国会図書館デジタルコレクション